# 유진인재육성장학회
유진인재육성장학회(Eugene Human Resource Foster Scholarship Association)는 세기본법 제13조에 의거하여 설립된 법인으로 보는 단체로서, 초, 중, 고, 대학생 등 청소년에게 장학금을 지원하는 사업을 전개하고 있다. 사업장은 대구광역시 수성구 용학로 (지산동)에 위치해 있다. 장학회 소개 누리집에 따르면, 장학회는 최대한 다수의 청소년에게 금전적 지원을 할 수 있도록 최선의 노력을 다하며, 이를 통해 청소년의 든든한 버팀목이 되겠다는 입장이다.